# Idaea plebeia
Idaea plebeia är en fjärilsart som beskrevs av Geoffroy 1762. Idaea plebeia ingår i släktet Idaea och familjen mätare. Inga underarter finns listade i Catalogue of Life.